# Andreas Baader
Andreas Baader (n. 6 mai 1943, München, Reich-ul German – d. 18 octombrie 1977, Stuttgart, Republica Federală Germania) a fost un terorist vest-german care a fost unul din liderii organizației Rote Armee Fraktion.
Împreună cu Gudrun Ensslin, Thorwald Proll și Horst Söhnlein a incendiat două magazine universale din Frankfurt am Main la 2-3 aprilie 1968, în semn de protest față de războiul din Vietnam. Pentru acest act, el și ceilalți acuzați au fost condamnați la 3 ani închisoare.
La 14 mai 1970 a fost eliberat de către Ulrike Meinhof, Irene Goergens, Ingrid Schubert și alți doi complici care nu au fost niciodată identificați în timp ce se afla la un institut de cercetări unde conducerea închisorii i-a permis să se întâlnească cu jurnalista Ulrike Meinhof sub pretextul unui interviu. 
A fost arestat din nou la 1 iunie 1972 datorită unor atentate (soldate cu 4 morți și peste 50 de răniți) la care a participat în mai 1972.
S-a împușcat în închisoare în timp ce aștepta să înceapă procesul împotriva sa și a celorlalți acuzați. 